# Choi Dong-ok
Choi Dong-ok (koreanisch 최동욱; * 29. August 1950) ist eine ehemalige nordkoreanische Eisschnellläuferin.
Choi nahm von 1969 bis 1975 an internationalen Wettbewerben teil und belegte bei der Winter-Universiade 1970 in Rovaniemi den siebten Platz über 1000 m. Bei ihrer einzigen Teilnahme an Olympischen Winterspielen im Februar 1972 in Sapporo kam sie auf den 27. Platz über 1000 m.

## Persönliche Bestzeiten
| Disziplin | Zeit       | Datum            | Ort         |
| --------- | ---------- | ---------------- | ----------- |
| 500 m     | 47,2 s     | 23. Februar 1974 | Ulaanbaatar |
| 1000 m    | 1:33,0 min | 1. März 1975     | Ulaanbaatar |
| 1500 m    | 2:28,8 min | 1. März 1974     | Ulaanbaatar |
| 3000 m    | 5:27,4 min | 2. März 1975     | Ulaanbaatar |